# بييت هندريكس
بييت هندريكس (بالهولندية: Piet Hendriks)‏ (و. 1918 – 2000 م) هو ممثل، من مملكة هولندا، توفي عن عمر يناهز 82 عاماً.

## وصلات خارجية
- بييت هندريكس على موقع IMDb (الإنجليزية)
- بييت هندريكس على موقع ميوزك برينز (الإنجليزية)
- بييت هندريكس على موقع كينوبويسك (الروسية)